# Бондаренко Сергій Миколайович (військовик)
Сергі́й Микола́йович Бондаре́нко — штурман вертолітної ланки вертолітної ескадрильї, капітан 18-ї окремої бригади армійської авіації Збройних сил України.

## Життєпис
Загинув у ході російського вторгнення в Україну 6 березня 2022 року в районі м. Миколаєва, коли російські агресори збили два гелікоптери 18-ї окремої бригади армійської авіації. Також загинули командир вертолітної ланки вертолітної ескадрильї капітан Олександр Чуйко, штурман-льотчик вертолітної ланки вертолітної ескадрильї майор Костянтин Зебницький, командир вертолітної ланки вертолітної ескадрильї капітан Владислав Горбань.
Попрощалися із загиблими 17 березня 2022 року в Полтаві біля Свято-Успенського собору. Архієпископ Полтавський і Кременчуцький Федір разом з іншими священниками провів заупокійний молебень.
Похований 18 березня 2022 року в місті Липовець Вінницької області.
У нього залишилися батьки, сестра, племінниця

## Нагороди
- орден Богдана Хмельницького II ступеня (2022, посмертно) — за особисту мужність і самовіддані дії, виявлені у захисті державного суверенітету та територіальної цілісності України, вірність військовій присязі.
- орден Богдана Хмельницького III ступеня (2022) — за особисту мужність і самовіддані дії, виявлені у захисті державного суверенітету та територіальної цілісності України, вірність військовій присязі.